# Leininger Burgenweg
Der Leininger Burgenweg ist ein Rundwanderweg, der entlang des Nordostrandes des Pfälzerwaldes innerhalb des Landkreises Bad Dürkheim verläuft. Er gilt als Premiumwanderweg.

## Verlauf
Ausgangspunkt des Weges ist die Ortsgemeinde Neuleiningen. Er beginnt innerhalb des Ortskerns in der örtlichen Kirchgasse zwischen der Burg und der katholischen Kirche. Danach folgt ein Abstieg ins Tal; dort kreuzt der Wanderweg die Landesstraße 520 sowie die Trasse der stillgelegten Bahnstrecke Grünstadt–Altleiningen, um danach den westlichen Siedlungsrand von Kleinkarlbach zu streifen; in diesem Bereich wird außerdem der Eckbach überquert. Richtung Battenberg verläuft er durch das Naturschutzgebiet Haardtrand – Im Baumgarten und erreicht schließlich die Burg Battenberg.
Danach verläuft er durch die gleichnamige Ortsgemeinde, passiert danach die Pickelhaube, den Harzweilerkopf und das Jägerkreuz. Danach führt er entlang der Westflanke des Mittelberg und führt anschließend um den Kupferberg herum; dabei macht er am Kamelkopf Station. Er steigt sukzessive in das Tal des Langentalbach hinab, den er kurz vor dessen Mündung in den Höninger Bach überquert, ebenso danach letzteren.
Schließlich erreicht er das Siedlungsgebiet der Ortsgemeinde Altleiningen und danach die gleichnamige Burg. Im Einzugsgebiet des Weilers Nackterhof passiert er den Kleinen Donnersberg, um anschließend – wieder innerhalb von Neuleiningen – zu enden.

## Besonderheiten
Zwischen Battenberg und Altleiningen ist sein Verlauf für eine Länge von rund zwei Kilometern mit dem Prädikatswanderweg Pfälzer Weinsteig identisch und von Altleiningen bis zum Tränkwoog mit den Fernwanderweg Saar-Rhein-Main.